# Liborio Zerda
 (février 2017).
Pour les articles homonymes, voir Zerda.
Liborio Zerda, né en 1830 à Bogota et mort en 1919 dans la même ville, était un médecin et scientifique colombien.

## Travaux
Les listes ci-dessous sont une sélection parmi ses différents travaux.

### Livres
- El Dorado; estudio histórico, etnográfico y arqueológico de los Chibchas, habitantes de la antigua Cundinamarca, y de algunas otras tribus, 1883.
- Monografía del caucho, 1880.
- Análisis industrial de diez y seis clases de ulla de los contornos de la sabana de Bogotà y una de Riohacha, practicado por Liborio Zerda, 1873.
- Hipiátrica, tratado de medicina del caballo, 1866.

### Articles
- Reglamento para las escuelas normales, 1910.
- Fisica molecular, 1906.
- Hipotesis. Propuesta para explicar la radioactividad, 1906.
- Metodos para reconocer si una materia es radioactiva, 1906.
- Utilidad del estudio elemental de anatomia y fisiologia aplicables a las bellas artes, 1903.
- Acuerdo celebrado entre el gobierno y la consiliatura del Colegio Mayor de Nuestra Senora del Rosario, 1893.
- La balsa del dorado, 1892.
- Estudio quimico, patologico e higienico de la chica, [sic] bebida popular en Colombia, 1889.
- La ptomaina de la chicha, 1889.
- El eucalyptus, 1881.
- Construccion de un anfiteatro en el patio principal de San Juan de Dios, 1881.
- Programa de la clase de Metalurjia i esplotacion de minas, 1871.
- Escuela de ciencias naturales. Programa de física matemática i médica, 1868.